# Борхаджиев, Хожбауди Рамзанович
Хожбауди Рамзанович Борхаджиев (род. 15 февраля 1956, Караганда) — советский и российский чеченский поэт, писатель, публицист, переводчик, журналист, главный редактор Гудермесской районной газеты «Гумс», председатель Союза журналистов Чечни (2007—2012), член Союза писателей России и Союза журналистов России. Заслуженный работник культуры Чеченской Республики (2006).

## Биография
Родился в годы депортации в Казахстане. В 1957 году, после восстановления Чечено-Ингушской АССР, семья вернулась на родину. Борхаджиев окончил среднюю школу в Гудермесе, а затем филологический факультет Чечено-Ингушского государственного университета. После окончания университета в 1990 году стал сотрудником районной газеты «Красное знамя» (впоследствии — «Гумс»), а через некоторое время возглавил её. С тех пор является бессменным главным редактором этой газеты. Является членом совета депутатов Гудермесского городского поселения от «Единой России».

## Творчество
Начал писать стихи ещё в школе. При редакции газеты «Гумс» было создано литературное объединение «Шовда». Членом этого объединения стал и Борхаджиев, который оттачивал здесь своё литературное мастерство. Он активно публиковался в республиканской прессе. Его произведения печатались в ряде коллективных сборников. Борхаджиев занимается переводами поэзии с русского на чеченский язык и с чеченского на русский язык. Более сотни его стихов стали песнями.

## Награды и звания
Является победителем ряда республиканских и всероссийских конкурсов. Заслуженный работник культуры Чеченской Республики (2006), Заслуженный журналист Чеченской Республики (2008). Борхаджиев дважды награждался знаком Союза журналистов России «За заслуги перед профессиональным сообществом». Также был награждён орденом Магомета Мамакаева. Его имя включено в энциклопедию «Лучшие журналисты России XX века». Интеллектуальный центр Чеченской Республики признал его лучшим писателем республики 2016 года.